# Aporops bilinearis
Aporops bilinearis är en fiskart som beskrevs av Schultz, 1943. Aporops bilinearis ingår i släktet Aporops och familjen havsabborrfiskar. Inga underarter finns listade i Catalogue of Life.